# 加扎和巴卡里斯
加扎和巴卡里斯（法語：Gazax-et-Baccarisse）是法国热尔省的一个市镇，属于米朗德区（Mirande）蒙泰斯屈伊乌县（Montesquiou）。该市镇总面积9.45平方公里，2009年时的人口为87人。

## 人口
加扎和巴卡里斯人口变化图示